# Bryum minutirosatum
Bryum minutirosatum är en bladmossart som beskrevs av C. Müller 1888. Bryum minutirosatum ingår i släktet bryummossor, och familjen Bryaceae. Inga underarter finns listade i Catalogue of Life.